# Cymindis facchinii
Cymindis (Cymindis) facchinii – gatunek chrząszcza z rodziny biegaczowatych i podrodziny Lebiinae.

## Taksonomia
Gatunek ten opisany został w 2006 roku przez I.I. Kabaka na podstawie odłowionego w Sonamarg w 1995 roku samca, a jego epitet gatunkowy nadano na cześć Sergio Facchiniego. Kabak umieścił go w podrodzaju Arrhostus, a później został przeniesiony do podrodzaju nominatywnego Cymindis s. str..

## Opis
Ciało długości 7,7 mm, spłaszczone, smukłe. Przód ciała z wierzchu ciemnoczerwony, a pokrywy smoliście czarne z brązowawożółtymi bocznymi przepaskami. Odnóża, czułki i głaszczki barwy przepasek pokryw. Spód głowy, przedtułowia i śródtułowia rudobrązowy, zatułowia żółtawy, odwłoka zaś czarniawobrązowy. Na głowie dwie pary szczecinek nadocznych. Przedplecze małe i wąskie, w zarysie trapezoidalne, o przednich kątach wąsko zaokrąglonych i niewystających, a dołeczkach przypodstawowych dużych. Pokrywy wąskie, jajowate, najszersze tuż przed środkiem, słabo wypukłe, o barkach wąskich i słabo wystających, a kątach wierzchołkowych zaokrąglonych. Rzędy pokryw mocno zaznaczone i niegłębokie, a międzyrzędy prawie wypukłe i z 2-3 porami na trzecim. Edeagus o płacie środkowym cienkim i łukowatym, a blaszce długiej i spiczasto zwieńczonej.

## Rozprzestrzenienie
Gatunek endemiczny dla Indii, znany wyłącznie z Dżammu i Kaszmiru.